# Người Turkmen

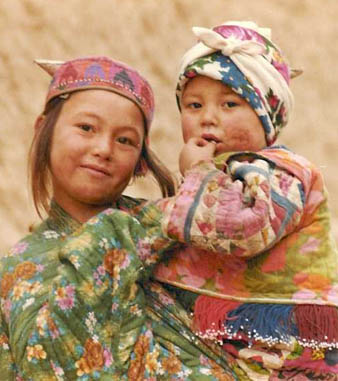
Hai đứa bé Turkmen tại Afghanistan

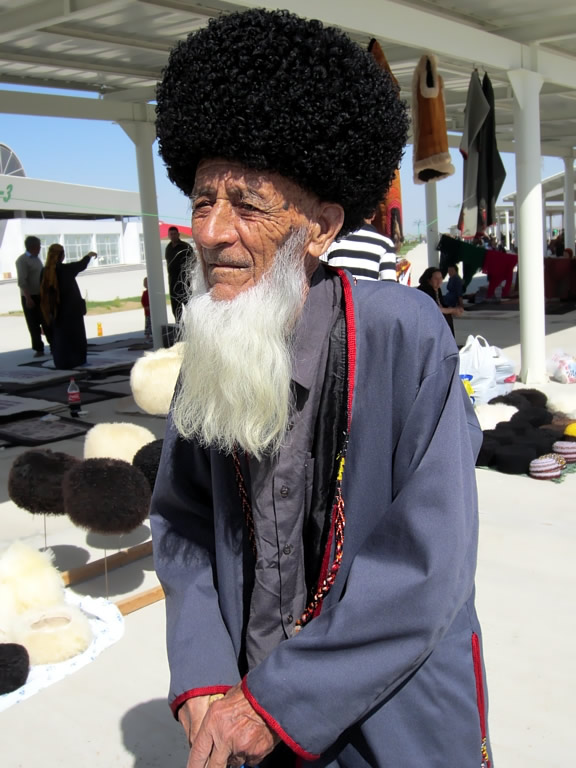
Một người đàn ông Turkmen tại Turkmenistan

Người Turkmen (tiếng Turkmen: Türkmenler, Түркменлер, IPA: [tyɾkmenˈleɾ]) là một dân tộc Turk bản địa Trung Á, chủ yếu ở Turkmenistan. Những cộng đồng nhỏ hơn cũng có mặt ở Iran, Afghanistan, Bắc Kavkaz (Stavropol Krai), và bắc Pakistan. Dân số người Turkmen năm 2019 cỡ 7,89 triệu theo Joshua Project, chủ yếu ở 12 nước thuộc vùng Turkmenistan và lân cận.
Người Turkmen nói tiếng Turkmen, một ngôn ngữ thuộc nhánh Oghuz Đông của ngữ hệ Turk. Người nói tiếng Turkmen có thể hiểu một phần tiếng Thổ Nhĩ Kỳ, tiếng Azerbaijan, tiếng Qashqai, tiếng Gagauz.

## Dân số và phân bố
Người Turkmen miền Trung Á sống ở:
- Turkmenistan, nơi chừng 85% trong 5.042.920 người (ước tính 2006) thuộc dân tộc Turkmen. Hơn nữa, ước tính có 1.200 Turkmen tị nạn từ bắc Afghanistan hiện sống ở Turkmenistan do sự tác động của chiến tranh Liên Xô-Afghanistan rồi hoạt động của Taliban.[11]
- Afghanistan, vào năm 1997, có khoảng 200.000 người Turkmen, tập trung ở biên giới Turkmenistan-Afghanistan, ở các tính Faryab, Jowzjan, Samangan và Baghlan. Ngoài ra, có những cộng đồng nhỏ ở Balkh và Kunduz. Con số hiện nay có thể đã tăng hơn vậy nhiều.
- Iran có 1.328.585 người Turkmen tụ vào tỉnh Golestān và Bắc Khorasan.[3]
- Pakistan, tính đến năm 2005, theo thống kê của Pakistan và ước tính của Liên Hợp Quốc, còn xấp xỉ 110.000 người tị nạn Turkmen ở Pakistan, tập trung ở Khyber Pakhtunkhwa, Balochistan và các đô thị Lahore, Islamabad và Karachi. Con số trên thực tế có thể đến 250.000 trốn việc bị thống kê để tránh bị trục xuất.
- Thổ Nhĩ Kỳ, nơi hầu hết người Turkmen đã hòa vào cuộc sống định canh định cư. Một nhóm thiểu số người Turkmen du mục, gọi là Yörük, vẫn duy trì lối sống cũ.